# نایاکومبورا
نایاکومبورا (به لاتین: Nayakumbura) یک منطقهٔ مسکونی در سری‌لانکا است که در استان مرکزی (سری‌لانکا) واقع شده‌است.